# Cridersville, Ohio
Cridersville, Ohio (енгл. Cridersville) град је у америчкој савезној држави Охајо.

## Демографија
По попису из 2010. године број становника је 1.852, што је 35 (1,9%) становника више него 2000. године.
| Група             | 2000.         | 2010.         |
| Белци             | 1.727 (95,0%) | 1.801 (97,2%) |
| Афроамериканци    | 9 (0,5%)      | 7 (0,4%)      |
| Азијати           | 1 (0,1%)      | 0 (0,0%)      |
| Хиспаноамериканци | 43 (2,4%)     | 30 (1,6%)     |
| Укупно            | 1.817         | 1.852         |